# Ekron (Kentucky)
Ekron è un comune degli Stati Uniti d'America, situato nello Stato del Kentucky, nella contea di Meade.

## Curiosità
Ekron viene citiata nell'opera teatrale Harvey (opera teatrale) di Mary Chase.